# Rosmunda in Ravenna
Rosmunda in Ravenna è un'opera lirica di Giuseppe Lillo.

## Interpreti della prima rappresentazione
- Rosmunda: Caroline Ungher
- Almachilde: Napoleone Moriani
- Itulbo: Giorgio Ronconi (baritono)
- Idobaldo: Ignazio Marini
- Eugilde: Teresa Moja
- Menete: Alessandro Giacchini

## L'antefatto
L'opera si basa sulla storia di Rosmunda, regina dei Longobardi. Alboino, re dei Longobardi, vince ed uccide in battaglia Cunimondo, re dei Gepidi, ne sposa la figlia Rosmunda e s'impadronisce della Pannonia. Mosso da estrema ferocia, fa del teschio di Cunimondo una tazza da cui bere. Scende in Italia, dove fonda un regno. A Verona, durante un banchetto, fa presentare quella tazza a Rosmunda, dicendole di bere col padre. Inorridita, Rosmunda giura di uccidere Alboino, e riesce nel suo intento alleandosi, con la promessa delle nozze, col giovane Elmichi (Almachilde nel libretto). Rosmunda ed Elmichi sono però costretti alla fuga dai Longobardi, e devono rifugiarsi a Ravenna presso l'Esarca Longino (che nel libretto viene chiamato Itulbo), il quale si innamora perdutamente di Rosmunda.

## Trama
La scena si svolge nella reggia di Ravenna.

### Atto I
I cortigiani lamentano che l'arrivo dell'empia Rosmunda ha tolto ogni gioia alla vita della reggia, gettando Itulbo in cupi pensieri. Menete annuncia l'arrivo dell'ambasciatore longobardo: i cortigiani vorrebbero riconsegnare Rosmunda, ma Menete sostiene che sarebbe un tradimento alle leggi dell'onore. Itulbo confessa a Menete il suo amore per Rosmunda, quindi giunge Idobaldo, che minaccia Ravenna se Rosmunda non verrà riconsegnata: ella, dice, è assassina di un eroe; Rosmunda si difende accusando Alboino di barbarie. Tutti partono temendo il nuovo orrore che sta per giungere.
Idobaldo riesce a parlare al suo antico amico Almachilde, il quale è vinto dal rimorso per aver ceduto alle lusinghe dell'amore e si sente traditore della sua gente.
Itulbo cerca di insinuare in Rosmunda il dubbio su Almachilde, narrandole l'incontro di questo con Idobaldo e dicendole che egli non l'ama, ma l'ha aiutata solo per ottenere il trono. Rosmunda giura di aborrire Almachilde e si affida a Itulbo.
In seguito, Rosmunda sorprende Idobaldo che tenta di convincere Almachilde, titubante, ad ucciderla consegnandogli un pugnale, di cui Rosmunda stessa si impadronisce. Giunge anche Itulbo, che minaccia Idobaldo intimandogli di non approfittare della sua veste di ambasciatore.
Intanto il popolo, in tumulto, ha circondato la reggia, e chiede la partenza di Rosmunda, minacciandola. Idobaldo cerca di approfittare della situazione per consegnare Rosmunda ai Longobardi, ma Rosmunda si difende con furore e i Longobardi devono indietreggiare. Itulbo, accecato dall'amore per Rosmunda, caccia via tutti. Il popolo presagisce tremende sciagure.

### Atto II
Mentre la damigelle di Rosmunda temono per la sorte della loro regina, Idobaldo, costernato per non aver potuto aiutare Almachilde a rimediare ai suoi errori, medita di lasciare Ravenna.
Itulbo accusa Idobaldo di aver provocato la rivolta del popolo, ma Idobaldo si difende additando il comportamento insensato di Itulbo. Quando i Longobardi giungono a cingere d'assedio Ravenna, Itulbo trattiene Idobaldo come prigioniero.
Rosmunda si sente minacciata, oltre che dai Longobardi, anche da Almachilde, in cui non ha più fiducia. Incontra Almachilde in un luogo appartato in cui il suo sposo, che è sempre innamorato pur essendo attanagliato dai rimorsi, si rifugia a meditare. Almachilde propone a Rosmunda di fuggire: Rosmunda, credendo che voglia consegnarla ai Longobardi, finge di accettare e intanto gli fa bere una tazza di veleno. Ma quando Almachilde giura di voler morire pur di difendere Rosmunda, ella capisce di essersi ingannata: le parole di Almachilde non possono essere quelle di un traditore.
Giunge Idobaldo: alla guida dei Longobardi, vorrebbe portare con sé Almachilde, ma questi, professando il suo amore per Rosmunda, rifiuta e poco dopo muore tra gli strazi ucciso dal veleno. Rosmunda, respingendo disperata l'aiuto di Itulbo, si toglie la vita.

## Struttura musicale
- Sinfonia

### Atto I
- N. 1 - Introduzione Qual silenzio! Dalla reggia (Coro, Menete)
- N. 2 - Cavatina Per ottenere colei (Itulbo, Menete)
- N. 3 - Coro e Cavatina Ah! foriero non sia questo giorno - L'alpi varcò l'iniquo (Rosmunda, Itulbo, Menete, Eugilde, Idobaldo, Coro)
- N. 4 - Duetto Dunque, oh gioia! non è estinto (Idobaldo, Almachilde)
- N. 5 - Duetto O regina, che mi chiedi? (Itulbo, Rosmunda, Coro)
- N. 6 - Finale I Scellerato! Lo ravvisi? (Rosmunda, Almachilde, Idobaldo, Itulbo, Coro, Eugilde, Menete)

### Atto II
- N. 7 - Introduzione seconda Qual perigilio! la Regina (Coro, Eugilde)
- N. 8 - Duetto Se tu chiedi al popol tutto (Idobaldo, Itulbo, Menete, Coro)
- N. 9 - Aria Io pur sentii le placide (Almachilde)
- N. 10 - Duetto E pur sai quanto ti adoro (Almachilde, Rosmunda)
- N. 11 - Aria Finale Sposo, m'odi; fui sedotta (Rosmunda, Almachilde, Coro, Idobaldo, Itulbo, Menete, Eugilde)